# Basset artésien normand
Pour les articles homonymes, voir Basset et Basset (chien).
Le basset artésien normand est une race de chien de chasse d'origine française. C'est un chien courant de type basset, long et bas sur pattes, de couleur tricolore ou bicolore. Il est utilisé comme un chien de chasse pour le petit gibier et comme chien de compagnie.

## Histoire
Créé au XIXe siècle, par Jean-Emmanuel Le Coulteux de Canteleu et Louis Lane[réf. nécessaire], le basset artésien normand résulte de croisements entre deux races de chiens aujourd'hui disparues : le basset de Normandie et le basset d'Artois (issus du Chien d'Artois).
Le premier standard date de 1898. Il est modifié en 1910 et en 1923. La race est introduite en Angleterre et aux États-Unis.
Le basset artésien normand est essentiellement présent en France et aux États-Unis.

## Standard

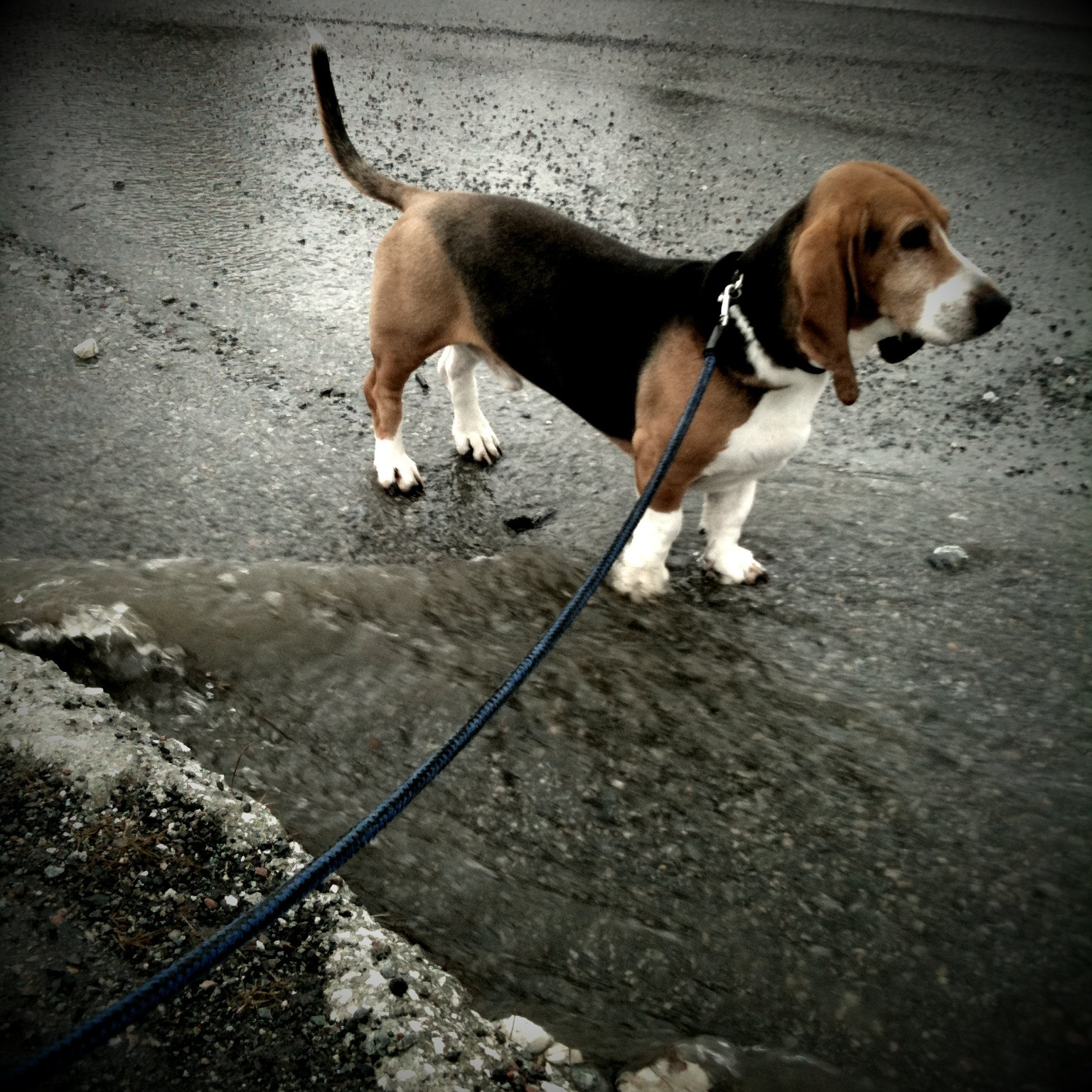
Basset artésien normand.

Le basset artésien normand est un chien courant de petite taille de type basset. De structure athlétique, le corps est long par rapport à sa taille, sans lourdeur et construit pour le sport. Forte à la naissance, la queue s’amenuise progressivement vers la pointe : le bout de la queue atteint tout juste le sol et est portée en sabre. Le crâne de moyenne largeur est doté d'une bosse occipitale prononcée et un chanfrein légèrement busqué. De forme ovale, les grands yeux sont de couleur foncée en harmonie avec la robe. Les oreilles tirebouchonnées et très longues sont attachées aussi bas que possible. Elles atteignent au moins la longueur du museau et se terminent de préférence en pointe.
Le poil est ras, court et serré. La robe est tricolore (fauve, noir et blanc) ou bicolore fauve et blanc. Pour les tricolores, la tête doit être fortement colorée de fauve roux avec la présence de poils plus foncés formant un rond sur les temps.

## Caractère
Le basset artésien normand est décrit dans le standard de la Fédération cynologique internationale comme un chien gai et affectueux. Selon la Société centrale canine, la race est intelligente et possède une bonne mémoire. C'est un chien calme, gentil et patient avec les enfants. 
D'un naturel plutôt obéissant, ils nécessitent cependant une éducation ferme quand ils sont petits, car c'est un animal têtu. Les bassets artésiens normands n'aiment pas être seuls. Attention à leur détente, car ils sont capables de sauter étonnamment haut et de rester sur leurs pattes arrière. Ils sont également très endurants, ils peuvent parcourir de grandes distances et sont des partenaires idéaux pour faire son jogging. Les basset artésiens normands sont très routiniers : une fois habitués à l'emplacement des choses dans une pièce, à l'emplacement de leur panier et à leur rythme de vie, ils détestent tous les changements[réf. nécessaire].

## Utilité

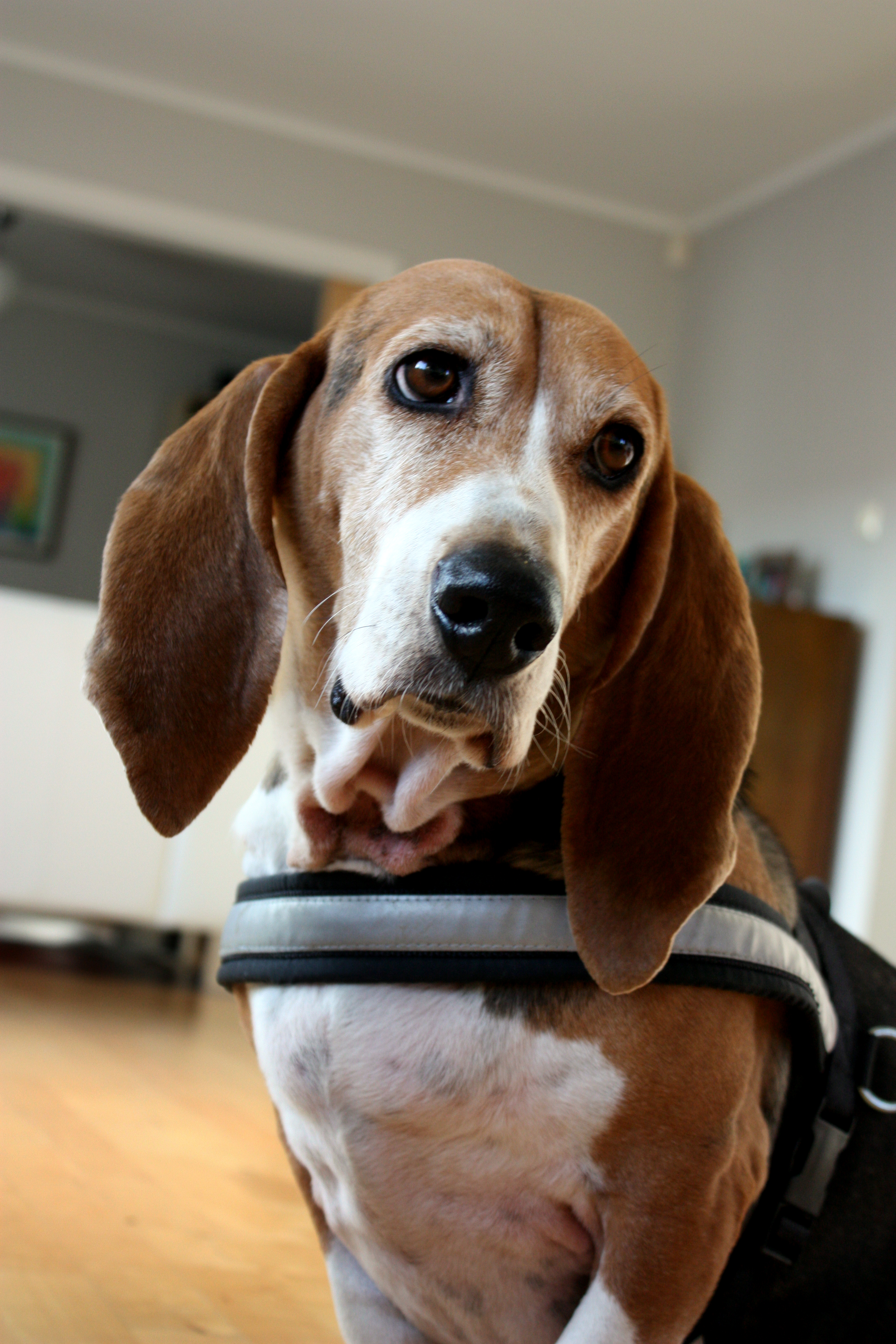
Le basset artésien normand est très apprécié en tant que chien de compagnie.

Le basset artésien normand est un chien de chasse utilisé pour la chasse au lapin et au lièvre, mais également pour le renard et du plus gros gibier comme le cerf et le sanglier. Il peut chasser en meute. La voix est grave, profonde et assez puissante, ce qui permet de l'entendre loin. Leur qualité de chasseur est d'avoir un nez fin. Cependant, ils ne sont pas très rapides à cause de leurs courtes pattes mais sont infatigables. Attention cependant, leurs petites pattes leur interdisent les terrains trop accidentés. De plus, ils n'aiment pas l'eau en général.[réf. nécessaire]
Le basset artésien normand est un chien de compagnie agréable. Il doit être habitué très jeune à la vie en appartement et être sorti quotidiennement.

## Élevage

### Alimentation
Il est conseillé de diviser la ration journalière en deux repas.

### Santé
La race est rustique et n'est pas sujette à des pathologies particulières.

### Entretien
Le basset artésien normand est un chien qui se lave environ tous les six mois. Ses oreilles sont sensibles et demandent une attention particulière. Il est conseillé de le promener en laisse car c'est un chien de chasse et s'il court après un animal, on a peu de chance de le rattraper[réf. nécessaire].